# Lampe à essence
La lampe à essence est une lampe fonctionnant à l’essence minérale pour l’éclairage domestique.

## Choix de l’essence
La densité de l’essence est de 650-700 contre 820-850 pour le pétrole. Au milieu du XIXe siècle, sa production est en plein essor pour une consommation assez réduite, car l’automobile n’a pas encore pris son essor ; ce qui permet d’avoir des essences moins chères que le pétrole lampant. La volatilité de l’essence pose le problème de sa manutention et de son usage ; elle ne peut en aucun cas être employée dans les lampes ou réchauds à pétrole.

## En Amérique
En dehors des lampes à pétrole, la lampe à essence débute en 1855 par les premiers essais réalisés par l’Américain Chamberlin.

## En France
En France, un ouvrier mineur, Alphonse Mille, dépose en 1857 un premier brevet de lampe dont le carburant était une essence de fabrication artisanale, le gaz-vapeur appelé gaz Mille.
Puis un autre industriel, Charles Pigeon crée une lampe à essence minérale dont le premier brevet est déposé le 21 octobre 1884. Ce fut une longue épopée de développement et d'améliorations pour rendre cette lampe inexplosable, esthétique et bon marché.
De nombreux fabricants produisirent des copies de la lampe Pigeon.